# 미닛 (프로게이머)
미닛(본명: 양현민, 1998년 1월 3일 ~ )은 대한민국의 리그 오브 레전드 프로게이머로 아이디는 Minit이다. 포지션은 서포터이다.

## 선수 생활
2018년 4월, HOU 게이밍에 입단하면서 프로 커리어를 시작했다. 하지만 팀은 챌린저스 승격에 실패했다.
2018년 6월, 콩두 몬스터에 입단했다. 하지만 경기에 출전하지는 못했다.
2019시즌을 앞두고 GC 부산 라이징 스타에 입단했다. 스프링 시즌 팀의 주전 서포터로 자리매김했다. 하지만 스프링 2라운드에서는 서브 선수로 밀려났으며 간간히 출전했다. 서머 시즌에서는 서브 선수로 활동했다.
2020시즌을 앞두고 하이프레시 블레이드에 입단했다. 스프링 시즌 팀의 주전 서포터로 활동하면서 팀의 포스트시즌 진출에 기여했다.
2021시즌을 앞두고 아프리카 프릭스의 2군팀에 입단했다. 2022시즌 종료 후 팀에서 퇴단했다.

## 소속팀
| # | 팀명                | 소속 기간             | 소속 리그 | 비고 |
| - | ------------------- | --------------------- | --------- | ---- |
| 1 | HOU 게이밍          | 2018.04.27~2018.05.04 | 아마추어  |      |
| 2 | 콩두 몬스터         | 2018.06.03~2018.11.04 | CK        |      |
| 3 | GC 부산 라이징 스타 | 2018.12.13~2019.09.30 | CK        |      |
| 4 | 하이프레시 블레이드 | 2020.01.30~2020.11.03 | CK        |      |
| 5 | 아프리카 프릭스     | 2021.01.06~2022.11.22 | LCK       |      |

## 수상 내역
- 리그 오브 레전드 챌린저스 코리아 스프링 2019 준우승